# Hans Fenske
Hans Fenske (* 24. Mai 1936 in Geesthacht; † 11. April 2022 in Speyer) war ein deutscher Historiker. Er war Professor für Neuere und Neueste Geschichte an der Albert-Ludwigs-Universität Freiburg. Fenske war ein führender Kenner preußischer und deutscher Quellen zum 18. und 19. Jahrhundert sowie Herausgeber zahlreicher Quellenbände der Freiherr-vom-Stein-Gedächtnisausgabe.

## Leben
Hans Fenske wurde als zweiter Sohn des Klempners Bruno Fenske und dessen Frau Elfriede, geb. Peper, in Geesthacht (Bezirk Hamburg) geboren. Seine Familie hat westpreußische und ostfriesische Wurzeln. Nach dem Abitur am Städtischen Gymnasium in Geesthacht im März 1956 studierte Fenske von 1956 bis 1963 Geschichte, Politische Wissenschaften und Geographie an der Eberhard Karls Universität Tübingen und der Albert-Ludwigs-Universität Freiburg. Zu seinen akademischen Lehrern zählten Hermann Aubin, Clemens Bauer, Arnold Bergstraesser, Erich Hassinger, Antanas Maceina, Friedrich Metz und Hans-Günter Zmarzlik. Im Februar 1965 wurde er bei Hassinger in Freiburg mit der Dissertation Konservativismus und Rechtsradikalismus in Bayern nach 1918 promoviert. Korreferent der Dissertation war Hans-Günter Zmarzlik. Von 1963 bis 1971 war Fenske Rektoratsassistent von Georg Smolka an der Hochschule für Verwaltungswissenschaften in Speyer, einer der Vorgängerinstitutionen der Deutschen Universität für Verwaltungswissenschaften Speyer.
Von 1969 bis 1974 war er als Lehrbeauftragter und wissenschaftlicher Assistent am Auslands- und Dolmetscherinstitut der Johannes Gutenberg-Universität Mainz in Germersheim tätig. 1971 habilitierte er sich bei Erich Hassinger an der Philosophischen Fakultät der Universität Freiburg mit der Arbeit Wahlrecht und Parteiensystem. Ein Beitrag zur deutschen Parteiengeschichte. 1973 wurde er Privatdozent und Mitdirektor am Historischen Seminar. 1977/78 und 1991/92 war er Geschäftsführender Direktor. Von 1977 bis 2001 war er Professor für Neuere und Neueste Geschichte ebenda. Lehraufträge führten ihn in dieser Zeit nach Saarbrücken, Speyer, Basel und Leipzig. 1988/89 war er Dekan der Philosophischen Fakultät IV. Zu seinen Forschungsschwerpunkten gehören die Verfassungs- und Verwaltungsgeschichte, die Geschichte der politischen Ideen und die Landesgeschichte von Baden-Württemberg und der Pfalz. Zu seinen akademischen Schülern gehörten unter anderem Ernst Otto Bräunche, Tobias C. Bringmann, Hermann Joseph Hiery, Heiger Ostertag, Rüdiger Overmans und Karl-Ludwig Sommer.
Fenske war Mitglied der Gesellschaft für Historische Migrationsforschung, der Gesellschaft für Schleswig-Holsteinische Geschichte, der Hambach-Gesellschaft, der Kommission für geschichtliche Landeskunde in Baden-Württemberg, der Pfälzischen Gesellschaft zur Förderung der Wissenschaften, des Verbandes der Historiker Deutschlands und der Vereinigung für Verfassungsgeschichte.
Fenske veröffentlichte zahlreiche Bücher zur deutschen Geschichte und gab unter anderem für die Wissenschaftliche Buchgesellschaft (WBG) Quellenbände der Freiherr-vom-Stein-Gedächtnisausgabe heraus. Ferner ist er unter anderem Beiträger im Historischen Lexikon Bayerns und im Handbuch der baden-württembergischen Geschichte.
Hans Fenske war mit der Gymnasiallehrerin Richmuth Fenske geb. Kerber verheiratet. Das Paar hatte zwei Kinder. Seine letzte Ruhestätte befindet sich auf dem Friedhof in Speyer.

## Rezeption
Fenskes Buch Der Anfang vom Ende des alten Europa (2013) wurde in der Frankfurter Allgemeinen Zeitung von Hans-Christof Kraus als Erledigung der „Legende, der Versailler Frieden sei in seiner Härte mit dem deutsch-russischen Friedensvertrag von Brest-Litowsk (März 1918) vergleichbar“, und als „sehr konzise Darstellung der vergeblichen deutschen Friedensbemühungen vor 1918“ gelobt. Auch in der Historischen Zeitschrift wurde der Band durch Benjamin Hasselhorn positiv gewürdigt. In einer sehepunkte-Rezension von Wolfgang Elz wurde das Buch dagegen als „einseitige Selektion“ ohne „Förderung geschichtlicher Kenntnis“ kritisiert. Die im „Interesse der These gelenkte Selektion“ gebe Russland und Serbien die Schuld am Ersten Weltkrieg und unterschlage beispielsweise den deutschen Blankoscheck. Fenskes Darstellung zur Geschichte des Liberalismus wurde von Ewald Grothe hart kritisiert.

## Auszeichnungen
- 2011: Pfalzpreis für pfälzische Geschichte und Volkskunde der Pfälzischen Gesellschaft zur Förderung der Wissenschaften.[6]

## Schriften (Auswahl)
- Konservativismus und Rechtsradikalismus in Bayern nach 1918. Gehlen, Bad Homburg v. d. H./Berlin/Zürich 1969, DNB 456607587 (Teilw. zugl.: Freiburg (Breisgau), Univ., Diss., 1965, DNB 482059680).
- Wahlrecht und Parteiensystem. Ein Beitrag zur deutschen Parteiengeschichte. Athenäum-Verlag, Frankfurt am Main 1972, DNB 730045765 (Zugl.: Freiburg (Breisgau), Univ., Habil.-Schr. 1971).
- Strukturprobleme der deutschen Parteiengeschichte. Wahlrecht und Parteiensystem vom Vormärz bis heute (= Fischer-Athenäum-Taschenbücher. Band 6015). Athenäum-Fischer-Taschenbuch-Verlag, Frankfurt am Main 1973, ISBN 3-8072-6015-3.
- Deutsche Verfassungsgeschichte. Vom Norddeutschen Bund bis heute (= Beiträge zur Zeitgeschichte. Band 6). Colloquium-Verlag, Berlin 1981, ISBN 3-7678-0539-1 (2. Neuauflage 1984, 3. Neuauflage 1991, UTB 1994, 4. Neuauflage 2006).
- Der liberale Südwesten. Freiheitliche und demokratische Traditionen in Baden und Württemberg 1790–1933 (= Schriften zur politischen Landeskunde Baden-Württembergs. Band 5). Kohlhammer, Stuttgart 1981, ISBN 3-17-007089-4.
- Bürokratie in Deutschland. Vom späten Kaiserreich bis zur Gegenwart (= Beiträge zur Zeitgeschichte. Band 15). Colloquium-Verlag, Berlin 1985, ISBN 3-7678-0621-5.
- Die Verwaltung Pommerns 1815–1945. Aufbau und Ertrag (= Forschungen zur Pommerschen Geschichte. Band 26). Böhlau, Köln 1993, ISBN 3-412-13892-4.
- 175 Jahre badische Verfassung. Hrsg. vom Stadtarchiv Karlsruhe. Badenia-Verlag, Karlsruhe 1993, ISBN 3-7617-0074-1.
- Deutsche Parteiengeschichte. Von den Anfängen bis zur Gegenwart. Schöningh, Paderborn 1994, ISBN 3-8252-1824-4.
- Der moderne Verfassungsstaat. Eine vergleichende Geschichte von der Entstehung bis zum 20. Jahrhundert. Schöningh, Paderborn u. a. 2001, ISBN 3-506-72432-0 (Digitalisat).
- Preußentum und Liberalismus. Aufsätze zur preußischen und deutschen Geschichte des 19. und 20. Jahrhunderts. Hrsg. von Hermann Joseph Hiery. Röll, Dettelbach 2002, ISBN 3-89754-196-3.
- Deutsche Geschichte. Vom Ausgang des Mittelalters bis heute. Wissenschaftliche Buchgesellschaft, Darmstadt 2002, Primus 2002.
- Friedrich von Holstein. Außenpolitiker mit Augenmaß (= Friedrichsruher Beiträge. Band 39). Otto-von-Bismarck-Stiftung, Friedrichsruh 2009, ISBN 978-3-933418-42-5.
- Freiherr von Stein. Reformer und Moralist. WBG, Darmstadt 2012, ISBN 978-3-534-25162-9.
- Der Anfang vom Ende des alten Europa. Die alliierte Verweigerung von Friedensgesprächen 1914–1919. Olzog, München 2013, ISBN 978-3-7892-8348-2.
- Auf dem Weg zur Demokratie. Das Streben nach deutscher Einheit 1792–1871. Lau-Verlag, Reinbek 2018, ISBN 978-3-95768-184-3.
- Der deutsche Liberalismus. Ideenwelt und Politik von den Anfängen bis zur Gegenwart. Lau-Verlag, Reinbek 2019, ISBN 978-3-95768-207-9.

Herausgeberschaften
- Vormärz und Revolution 1840–1849 (= Freiherr vom Stein-Gedächtnisausgabe. Quellen zum politischen Denken der Deutschen im 19. und 20. Jahrhundert. Band 4). Wissenschaftliche Buchgesellschaft, Darmstadt 1976, ISBN 3-534-04838-5.
- Der Weg zur Reichsgründung 1850–1870 (= Freiherr vom Stein-Gedächtnisausgabe. Quellen zum politischen Denken der Deutschen im 19. und 20. Jahrhundert. Band 5). Wissenschaftliche Buchgesellschaft, Darmstadt 1977, ISBN 3-534-04839-3.